# Publiczne zdroje artezyjskie w Krakowie

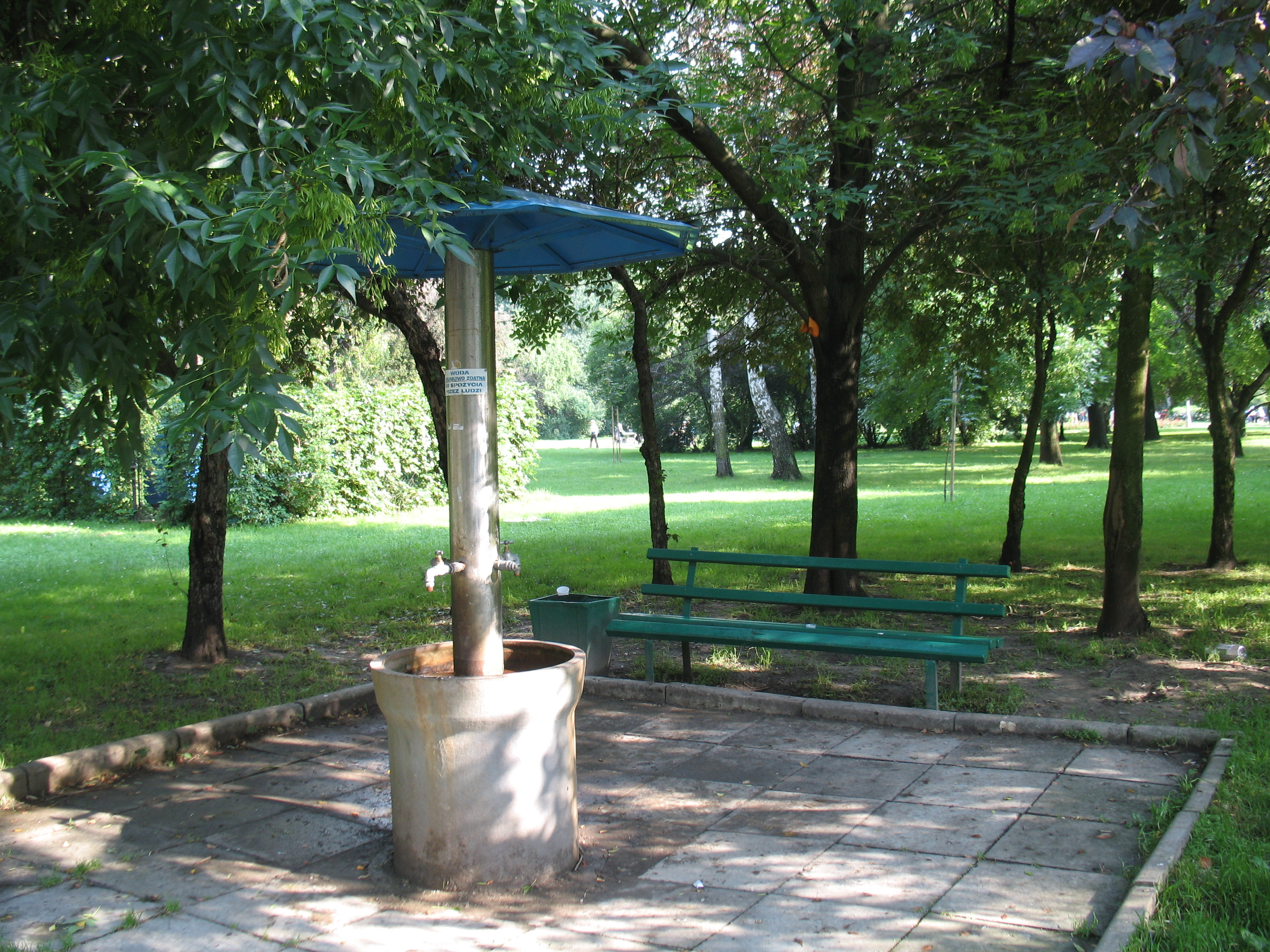
Zdrój Solidarności w Parku Ratuszowym

Publiczne zdroje artezyjskie w Krakowie – publicznie dostępne artezyjskie studnie głębinowe zlokalizowane w kilku punktach Krakowa, ujmujące głównie jurajskie piętro wodonośne. Woda wypływa z nich pod własnym ciśnieniem i w większości z nich ma podwyższoną mineralizację.

## Historia
Pod koniec lat 80. w Krakowie prowadzono badania budowy geologicznej w celu określenia możliwości budowy metra. Spośród wykonanych wierceń, część ujęła wody w wapieniach górnej jury wypływające pod własnym ciśnieniem. Pierwszy z tych odwiertów, zlokalizowany przy ul. Podchorążych, zaadaptowano na ujęcie wody dostępne dla ludności. Uzyskane wyniki doprowadziły do wykonania następnych otworów z myślą o ujęciu wód jurajskiego piętra wodonośnego i udostępnieniu ich jako studni publicznych. Ostatecznie na początku lat 90. udostępniono sześć studni o głębokości ok. 80-100 m.

## Lokalizacja
Same studnie najczęściej są słabo widoczne i znajdują się w podziemnych obudowach zabezpieczonych pokrywami na poziomie gruntu. Charakterystyczne są punkty poboru wody znajdujące się kilkanaście-kilkadziesiąt metrów od studni, z których woda dostarczana jest pod ziemią odcinkiem rurociągu. Punkty poboru mają formę niskiej cembrowiny z daszkiem na kolumnie i dwoma kranami.
Pięć studni artezyjskich ujmujących jurajskie piętro wodonośne:
- Zdrój Królewski – Plac Inwalidów, w południowej części placu, przy alejce graniczącej z Parkiem Krakowskim
- Zdrój Nadzieja – ul. Podchorążych, naprzeciwko stadionu WKS Wawel
- Zdrój Lajkonik – ul. Kościuszki, naprzeciwko wylotu ulicy Włóczków
- Zdrój Jagielloński – Plac Sikorskiego, na środku placu, naprzeciw Biblioteki Instytutu Pedagogiki Uniwersytetu Jagiellońskiego
- Zdrój Dobrego Pasterza – ul. Majora, pomiędzy blokami osiedla na wysokości wylotu ul. Sudolskiej

W centrum Nowej Huty funkcjonuje dodatkowa studnia ujmująca mioceński poziom wodonośny:
- Zdrój Solidarności w Parku Ratuszowym, w północnej części ul. Rydza Śmigłego.

Podczas prac w latach 90. wykonano więcej otworów, których nie zaadaptowano jako studnie publiczne ze względu słabą wydajność lub przekroczenie parametrów fizyko-chemicznych (w jednym z odwiertów stwierdzono wodę mineralną o sumie składników ponad 2 g/dm3).

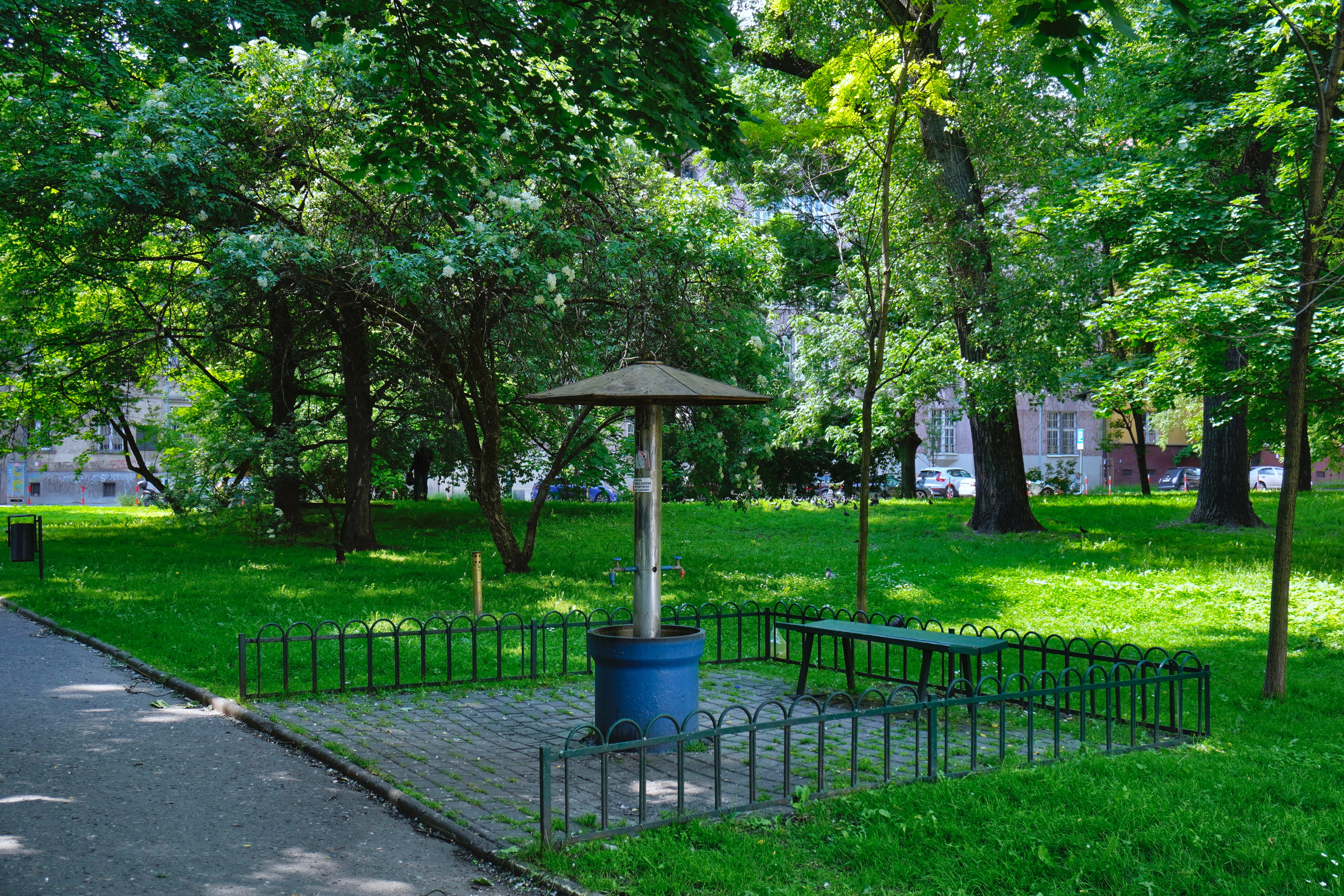
Zdrój Królewski na Placu Inwalidów
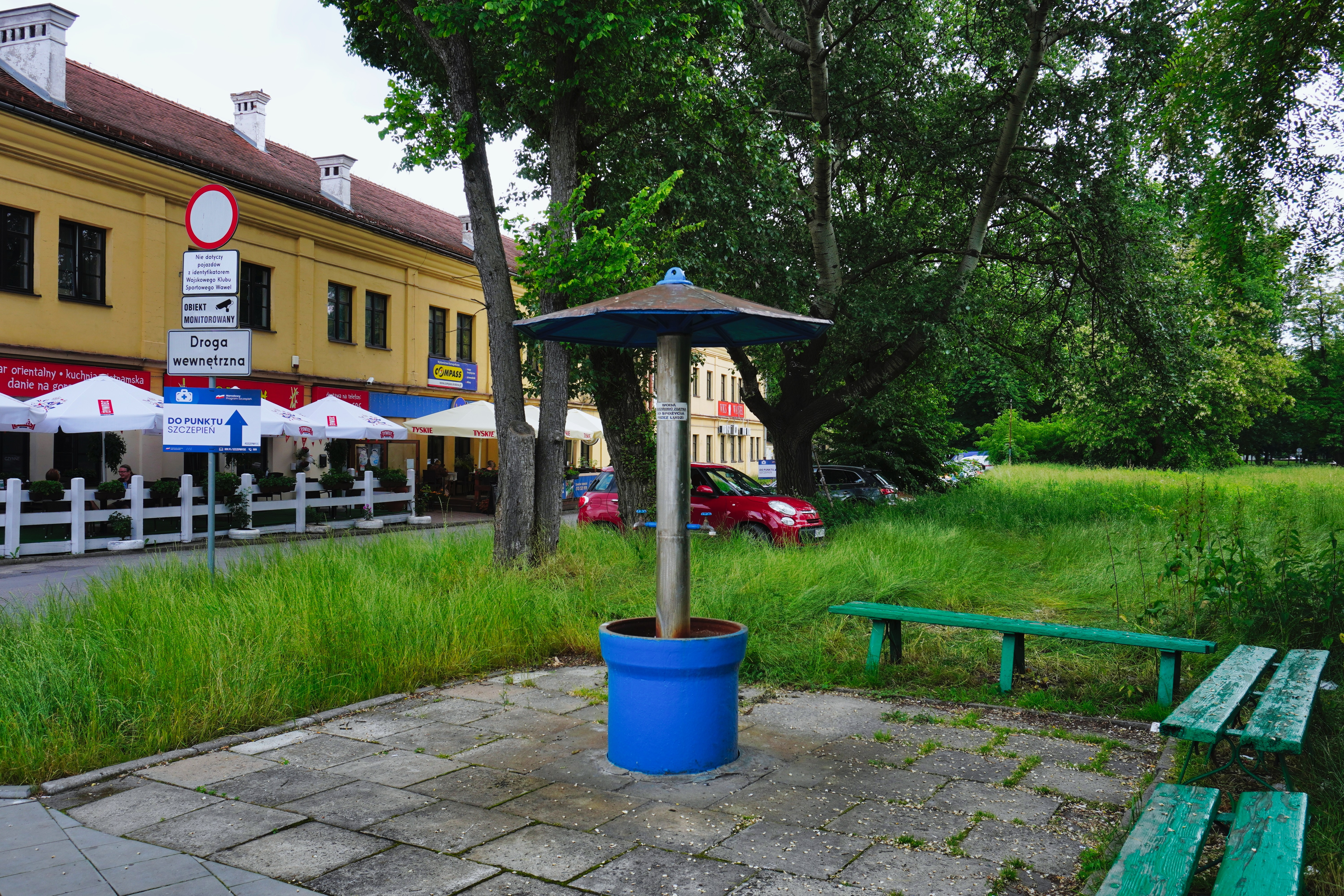
Zdrój Nadzieja przy ul. Podchorążych
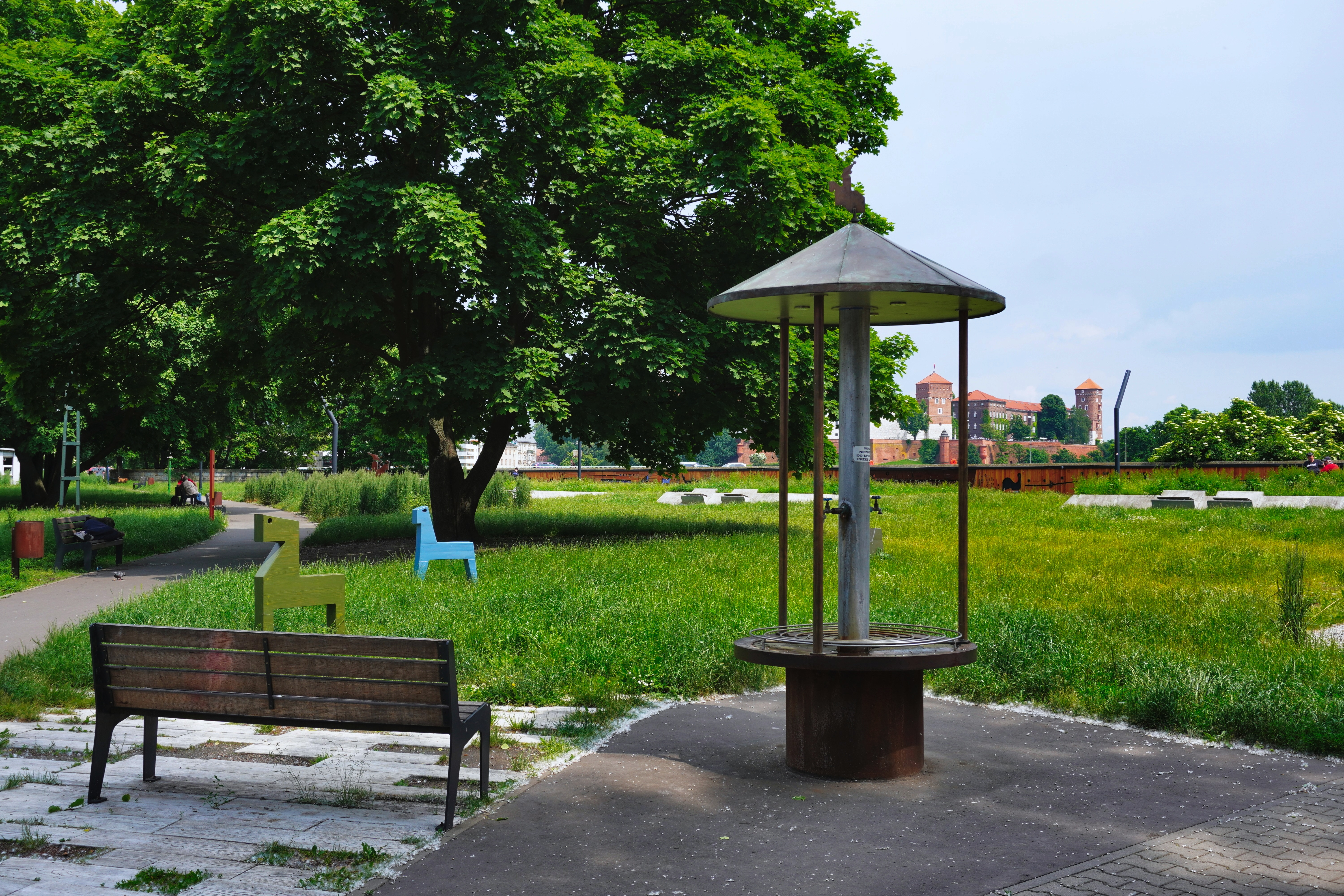
Zdrój Lajkonik przy ul. Kościuszki
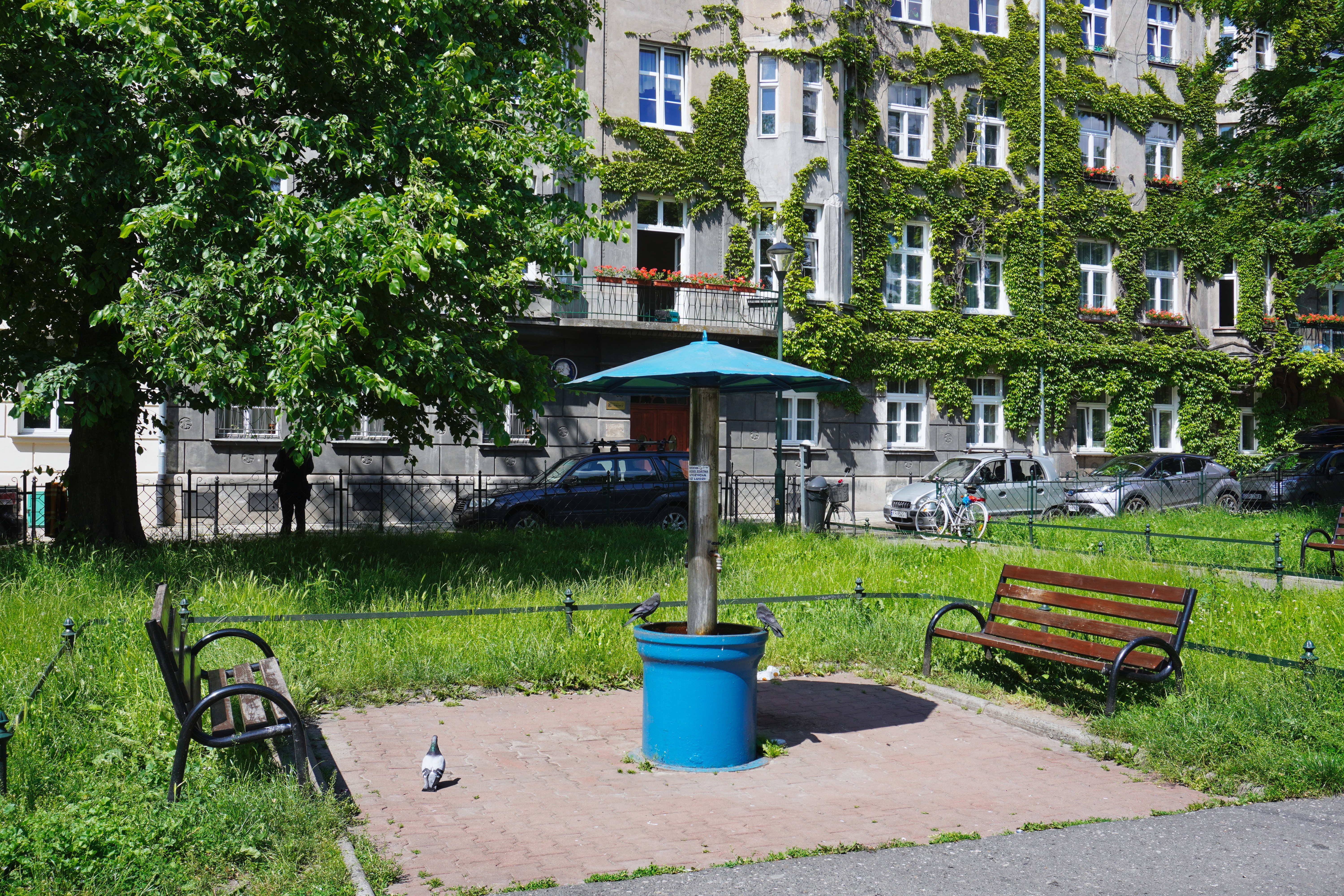
Zdrój Jagielloński na Placu Sikorskiego
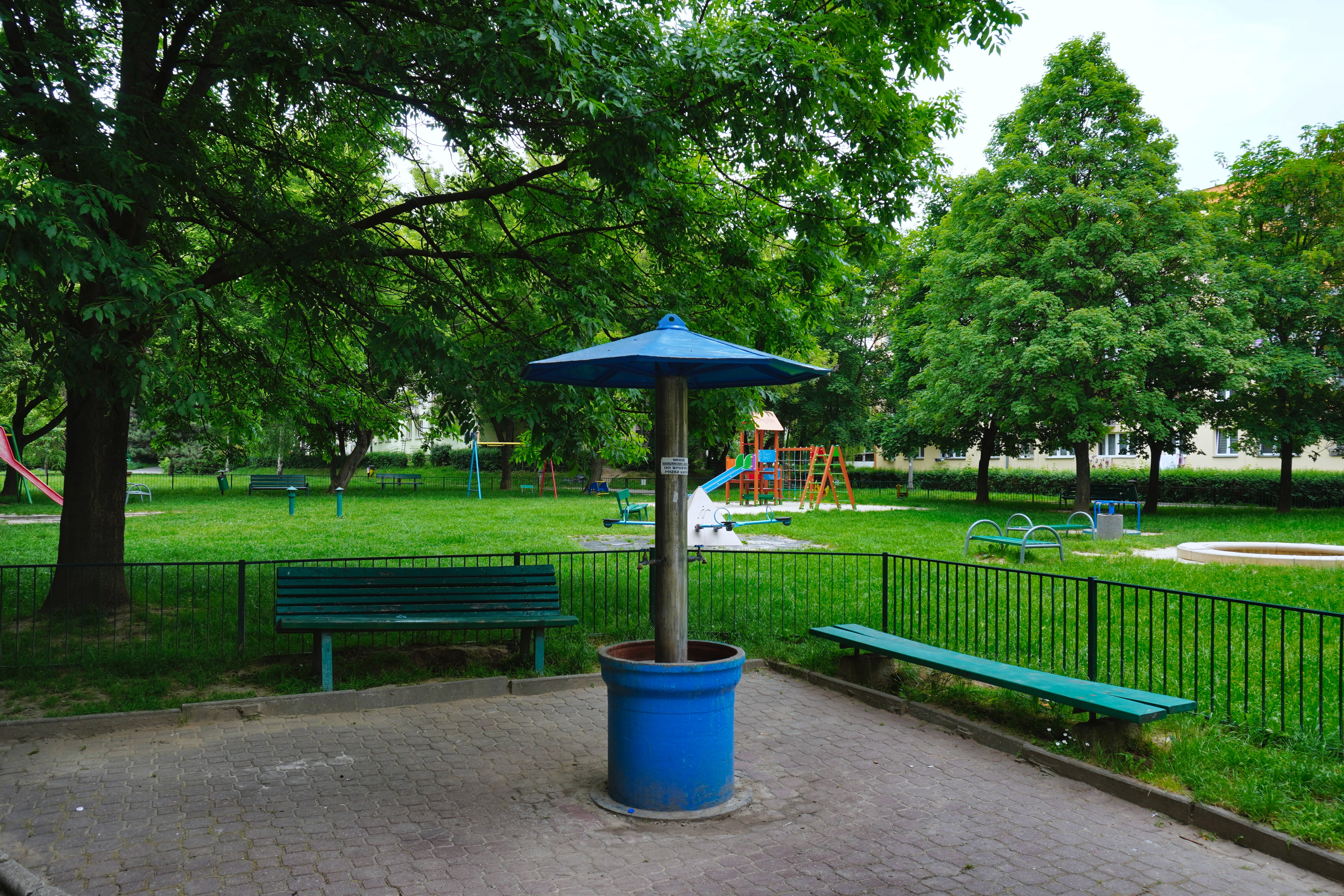
Zdrój Dobrego Pasterza na Prądniku Czerwonym, w rejonie ul. Majora

## Jakość wody
Woda w studniach odznacza się podwyższoną mineralizacją w granicach  0,7-1,1 g/dm3 i wykazuje się zwiększoną obecnością jonów wodorowęglanów i siarczanów oraz magnezu, wapnia, sodu i potasu. 
Studnie te są częścią systemu awaryjnego zaopatrzenia w wodę mieszkańców Krakowa dlatego okresowo woda jest badana przez Wojewódzką Stację Sanitarno-Epidemiologiczną w Krakowie. Dostępne analizy wskazują na przekroczenie stężeń niektórych parametrów, jakie powinny spełniać wody zdatne do spożycia zgodnie z obowiązującymi normami. Przekroczone są parametry fizyko-chemiczne takie jak mętność, zapach, zawartość żelaza i manganu. W analizach studnie określane są jako dopuszczone do użytku warunkowo.
W roku 2008 ukazało się w prasie lokalnej kilka artykułów poruszających temat jakości wody w zdrojach z sugestią skażenia biologicznego w niektórych z nich.
Ze względu na warunki geologiczne i hydrogeologiczne mało prawdopodobne jest skażenie biologiczne wody w ujętej przez zdroje warstwie wodonośnej. Wykonane przed udostępnieniem studni analizy pozwalają przypuszczać, że obszary zasilania studni znajdują się na północnych obrzeżach Krakowa, a wiek tych wód określono na ok. 10 tys. lat. Ewentualne skażenie pojawić się może w obrębie infrastruktury technicznej pomiędzy otworem a punktem czerpalnym.